# 营业执照
营业执照是企业或其他单位、组织的合法经营权的登记凭证。

## 各国情况

### 中华人民共和国
从事经营活动的企业或个体户或其他组织，应当向工商局申领营业执照。既是企业法人或者经营单位主体资格取得的凭证（即证明其所有制性质），也是经营资格取得的凭证。2021年11月，中華人民共和國1.5亿市场主体（企业、个体工商户和农民专业合作社）都已有电子营业执照。营业执照按照工商局颁发情况可分为：
- 《企业法人营业执照》，按照其上标明的“企业类型”可细分为：
  - 全民所有制
  - 集体所有制
  - 有限责任公司
  - 有限责任公司（国有独资）
  - 有限责任公司（国有控股）
  - 有限责任公司（国内合资）
  - 有限责任公司（自然人控股或私营性企业控股）
  - 有限责任公司（自然人投资或控股）
  - 有限责任公司（自然人独资）
  - 有限责任公司（非自然人投资或控股的法人独资）
  - 有限责任公司（外商投资企业投资）
  - 有限责任公司（外国法人独资）
  - 有限责任公司（中外合资）
  - 有限责任公司（中外合作）
  - 有限责任公司（外商合资）
  - 有限责任公司（外国非法人经济组织独资）
  - 有限责任公司（外国自然人独资）
  - 有限责任公司（台港澳与外国投资者合资）
  - 有限责任公司（台港澳与境内合资）
  - 有限责任公司（台港澳与境内合作）
  - 有限责任公司（台港澳合资）
  - 有限责任公司（台港澳法人独资）
  - 有限责任公司（台港澳非法人经济组织独资）
  - 有限责任公司（台港澳自然人独资）
  - 一人有限责任公司（法人独资）
  - 一人有限责任公司（自然人独资）
  - 一人有限责任公司(外商投资企业法人独资)
  - 一人有限责任公司(外商投资企业自然人独资)
  - 股份有限公司
  - 股份有限公司（非上市、国有控股）
  - 股份有限公司（中外合资，未上市）
  - 股份有限公司（中外合资，上市）
  - 股份有限公司（外商合资，未上市）
  - 股份有限公司（外商合资，上市）
  - 股份有限公司（台港澳与外国投资者合资，未上市）
  - 股份有限公司（台港澳与外国投资者合资，上市）
  - 股份有限公司（台港澳与境内合资，未上市）
  - 股份有限公司（台港澳与境内合资，上市）
  - 股份有限公司（台港澳合资，未上市）
  - 股份有限公司（台港澳合资，上市）
- 《非法人企业营业执照》：依照《私营企业暂行条例》设立登记，该《条例》迄今有效。[2]
  - 私营独资企业
  - 私营合伙企业
- 《个人独资企业营业执照》：依照《个人独资企业法》设立登记
- 《个人独资企业分支机构营业执照》
- 《合伙企业营业执照》：依照《合伙企业法》设立登记，其载明的“合伙企业类型”包括：
  - 普通合伙
  - 特殊普通合伙
  - 有限合伙
  - 外商投资合伙
- 《合伙企业分支机构营业执照》
  - 外商投资合伙企业分支机构
- 《个体工商户营业执照》
- 《农民专业合作社法人营业执照》
- 《营业执照》：不具备企业法人条件的企业和经营单位，应当申请营业登记
  - 营业单位
  - 企业非法人分支机构：例如分公司

历史上的版别包括：
- 1988年版
- 1995年版
- 2001年版，营业执照均去掉了“中华人民共和国”字样。
- 2006年版
- 2014年版：增加了二维码。[3]采取“竖”式版面，正本A3幅面，副本A4幅面
- 2019年版：统一调整为横版，设有正本和副本；同时对原版营业执照的二维码功能进行统一调整，监制单位也因应政府机构改革变更为“国家市场监督管理总局监制”。[4]

相关法律法规：
- 《中华人民共和国企业法人登记管理条例》
- 《中华人民共和国企业法人登记管理条例施行细则》
- 《中华人民共和国私营企业暂行条例》
- 《私营企业暂行条例施行办法》
- 《中华人民共和国公司登记管理条例》
- 《中华人民共和国企业法人登记管理条例施行细则》
- 2000年12月7日国家工商行政管理局《关于做好更换外商投资企业营业执照版式工作的通知》
- 2005年12月国家工商总局工商企字（2005）第197号《关于对公司注册登记启用等四种新版证照的通知》
- 2006年6月国家工商总局外资局工商外企注函（2006）28号《关于启用新版外商投资企业营业执照的通知》
- 《个体工商户条例》
- 《个体工商户登记管理办法》
- 《中华人民共和国个人独资企业法》
- 《中华人民共和国个人独资企业登记管理办法》
- 《中华人民共和国合伙企业法》
- 《中华人民共和国合伙企业登记管理办法》
- 国家工商行政管理总局、商务部、海关总署、国家外汇管理局于2006年4月24日联合印发了《关于外商投资的公司审批登记管理法律适用若干问题的执行意见》（工商外企字〔2006〕81号
- 《外商投资合伙企业登记管理规定》

工商局吊销营业执照后，该企业（经营单位、个体工商户等）就丧失了经营资格，只能在清算范围从事活动。